# Antigua Presidencia Municipal de Ciudad Juárez

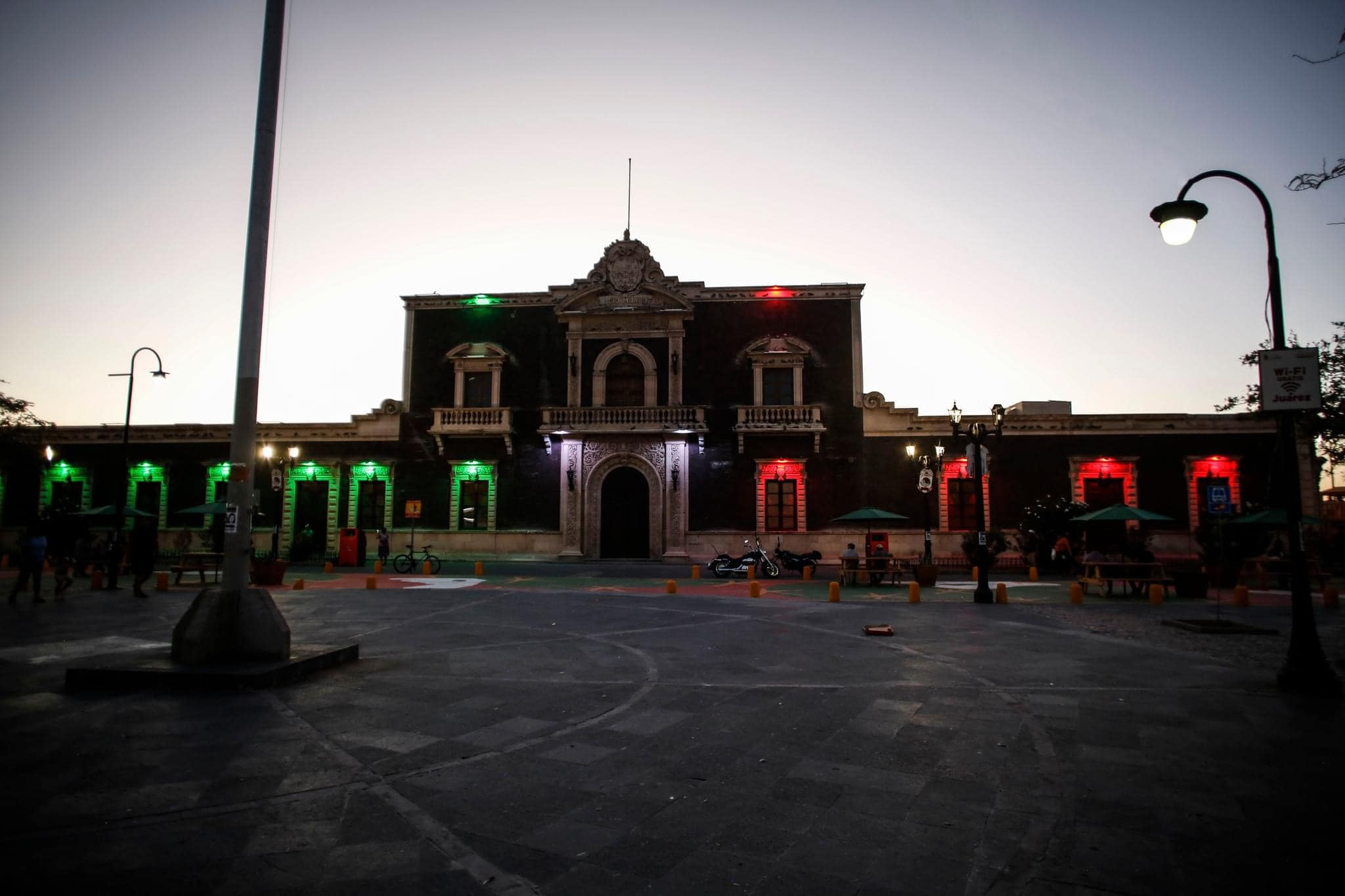

La Antigua Presidencia Municipal de Ciudad Juárez, actualmente Centro Municipal de las Artes, ubicado en la cuadra que se encuentra en la Avenida 16 de Septiembre, calle Ignacio Mariscal, callejón Guadalupe Victoria y calle Miguel Hidalgo. Colonia Barrio Alto, en el Centro Histórico de Ciudad Juárez. Fue la Sede del gobierno de la localidad de 1685 a 1983.

## Historia

### SigloXVII
Tras la Rebelión de los indios pueblo de Nuevo México, el gobierno español de Antonio de Otermín, huyó a Paso del Norte, e inició la construcción en 1685 de un presidio que permitía a los españoles protegerse del ataque de los nativos, así como también era punto de vigilancia para controlar los territorios explorados y conquistados. Su construcción estuvo a cargo del entonces alcalde mayor Diego de Vargas.
El edificio fue concluido el mismo año y el día de su inauguración se tomó posesión a José María Gracia, como alcalde mayor. En el edificio el gobernador de Nuevo México, el alcalde mayor, el teniente del alcalde y el jefe de militar tenían sus oficinas.

### SigloXX
A principios de 1900 se construyó la cárcel pública así que se demolió parte del edificio original reduciéndolo de su tamaño considerablemente. En 1906 Jefe Político Silvano Montemayor coloco un tinaco el cual abastecería de agua a toda la ciudad. En 1909 con la Entrevista de Porfirio Díaz-William Howard Taft el edificio fue remodelado y renombrado Casa Consistorial, esto por decisión del Jefe Político Félix Bárcenas. El primero de abril de 1938, el presidente municipal de Juárez José Borunda Escorza moría en su oficina, víctima de atentado acompañado del conserje Domingo Barraza. Víctima de una bomba que le enviaron por correo, el artefacto explotó en manos del Alcalde. En 1942 el presidente Municipal Antonio J. Bermúdez ordenó la construcción de un segundo piso al edificio el cual albergaría la oficina del alcalde y la Sala de Cabildo. En 1947 el Ingeniero Salvador Aguirre Chávez por orden del presidente municipal Carlos Villarreal reconstruyó el edificio con una fachada en tezontle y cantera. En 1976, el presidente municipal Dr. Raúl Lezama le encargo al muralista José Guadalupe Díaz Nieto un mural el cual ilustra la historia de la ciudad, mismo que se encuentra en la escalera principal del palacio. En 1983 y con la Construcción de la Unidad Administrativa Benito Juárez el edificio dejó de funcionar como presidencia municipal, el último Presidente Municipal en despachar en el edificio fue el Lic. José Reyes Estrada. La administración a cargo del Ing. Gustavo Elizondo Aguilar reconstruyó el edificio el 12 de septiembre del 2000, convirtiéndolo en el Centro Municipal de las Artes.

### SigloXXI
Actualmente el edificio se utiliza para eventos de Gobierno además de funcionar como el Centro Municipal de las Artes, plantel donde se estudian las carreras técnicas de Música, Artes Plásticas, Danza y Teatro.
El 15 de septiembre de 2014 el presidente municipal Enrique Serrano Escobar decide dar el tradicional grito de independencia desde el balcón de la expresidencia. 
El 24 de junio de 2022 se anunció una remodelación del Centro Municipal de las Artes (CEMA) que iniciará en agosto con una inversión de 4 millones 897 mil pesos para adecuar el interior, exterior y patio principal, esto lo dio a conocer el director del Instituto para la Cultura del Municipio de Juárez (Ipacult), Miguel Ángel Mendoza Rangel.

## Edificio

#### Fachada Norte
La fachada está elaborada en Tezontle y cantera, con tres balcones y dos ventanas principales. El balcón principal es adornado con el escudo de la ciudad y la leyenda Palacio Municipal 1947, además de contar con una campana al centro.

#### Fachada Sur
Es de una sola planta y está decorado en tezonle y cantera, además muestra diez ventanas con tres puertas, la puerta principal está decorado con el escudo de la ciudad y es la entrada al patio central del edificio. 

#### Murales
A la entrada del edificio se muestra una serie de murales elaborados por José Guadalupe Díaz Nieto y su ayudante José Luis Cuellar, obra inaugurada en 1977, que muestra la historia de la ciudad, desde la expedición de Panfilo de Narvaez hasta la entrega de los terrenos de El Chamizal.

#### Sala de Cabildo

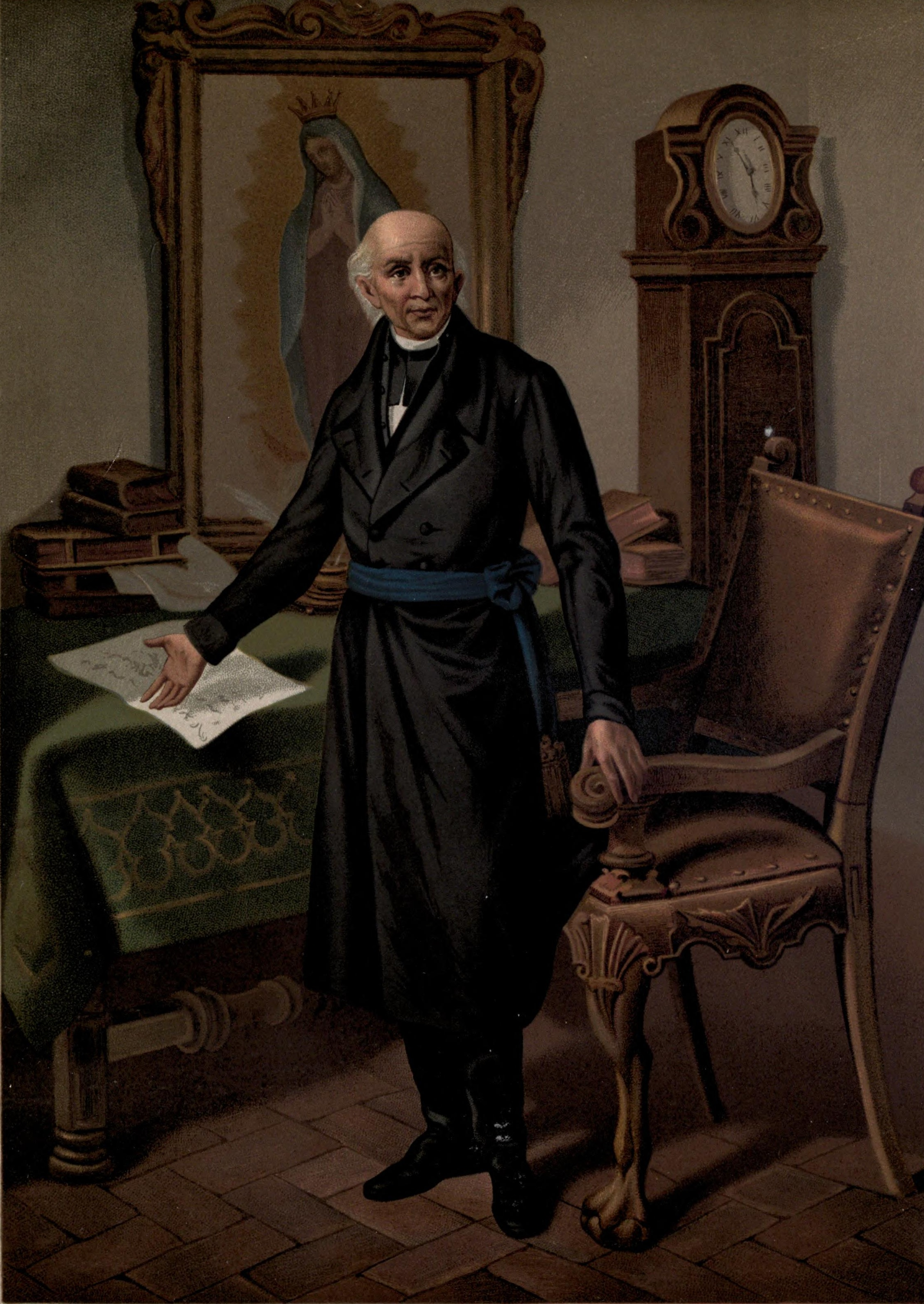
Retrato de Don Miguel Hidalgo que se encuentra en la sala de cabildo.

En ella se muestran dos cuadros al óleo de Miguel Hidalgo y Benito Juárez, además de contar una gran mesa en la cual el cabildo tomaba las decisiones importantes para la localidad, así como también 76 fotografías de algunos Jefes políticos y presidentes Municipales que ha tenido de Ciudad Juárez faltando 88 de ellos.

#### Despacho Presidencial
Este espacio esta adornado en madera roja y en la actualidad guarda muebles antiguos de la época, el escritorio del presidente municipal así como la silla presidencial ocupada de 1942 a 1983.

#### Salón de los Espejos
Originalmente era el despacho del jefe político y presidente municipal; estaba adornado en tapiz rojo con un cuadro con el escudo nacional de la autoría del pintor francés Léon Trousset. En este salón se ocasionó el atentado en contra del expresidente municipal José Borunda. 
Después fue ocupado por la oficina de tránsito municipal. Actualmente se encuentra adornada con espejos y es usada como salón de danza.

#### Patio Central
El patio cuenta con plantas nativas de la región, una fuente al centro del patio. También muestra una pieza original del Monumento a Juárez, cartela de marmol que se desprendió del monumento, la cual tiene la leyenda "Reforma".

#### Auditorio
En un principio era la tesorería municipal, en los años 20s del siglo XX se convirtió en la oficina del departamento de alcantarillado y drenaje, después pasó a ser la oficina de Recaudación de Rentas y actualmente es un auditorio que cuenta con un aforo para 1000 personas.
- Datos: Q110103844